# رابطة المنظمات السياسية للشعب الإندونيسي

المؤتمر الثاني للجمعيات السياسية الوطنية الإندونيسية (PPPKI) في سوراكارتا، عام 1929، مع سوكارنو جالسًا في الصف الأمامي (السابع من اليسار)

رابطة المنظمات السياسية للشعب الإندونيسي (بالإندونيسية: Pemufakatan Perhimpunan-perhimpunan Politik Kebangsaan Indonesia) كانت واحدة من المنظمات السياسية الرئيسية المناهضة للاستعمار التي تناصر الاستقلال في إندونيسيا من احتلال جزر الهند الشرقية الهولندية وذلك خلال الحكم الاستعماري الهولندي. حاولت الرابطة توحيد الحركات السياسية والإصلاحية القومية الرئيسية المتباينة قبل الحرب العالمية الثانية مثل: الحزب الاشتراكي الإندونيسي والحزب الوطني الإندونيسي ورابطة شباب سومطرة وحزب بيمودا كاوم بيتاوي، وكيلومبوك ستودي إندونيسيا.
تم تأسيس الرابطة في 17 ديسمبر 1927 في باندونغ، خاصةً من قبل الزعيم الكاريزمي في ذلك الوقت والرئيس الإندونيسي الأول في المستقبل سوكارنو، في محاولة لتوحيد الجهود الوطنية والإصلاحية ضد الحكم الاستعماري في جزر الهند الشرقية الهولندية، ومناصرة الاستقلال. ومع ذلك كانت الرابطة تعاني مأزق منذ البداية، ولم يوافق الأعضاء الرئيسيين على العديد من السياسات التي يجب على المنظمة الجامعة اتباعها، وأهمها الحجة بين الأعضاء المتطرفين في الرابطة الذين يدعون إلى عدم التعاون مع المستعمرين، والأعضاء المعتدلين الذين يعارضون هذا الموقف. في حين أن فشل الرابطة في تحقيق معظم أهدافها المقصودة كان فعالاً في إعلان قَسَم الشباب في عام 1928، الذي تم فيه اعتماد الرموز القومية لإندونيسيا، وهي اللغة الإندونيسية وهي البديل من اللغة الإندونيسية الملاوية كلغة مشتركة، والنشيد الوطني، والعلم الوطني الأحمر الأبيض.